# Główny marszałek wojsk łączności
Główny marszałek wojsk łączności (ros. главный маршал войск связи) – najwyższy stopień wojskowy w Armii Czerwonej, Armii Radzieckiej i Siłach Zbrojnych Federacji Rosyjskiej, (za wyjątkiem stopnia generalissimus) równorzędny ze stopniem marszałek_Związku_Radzieckiego, a powyżej stopnia marszałek wojsk łączności.
Przewidziany do nadania marszałkom wojsk łączności, na zasadach jak innym marszałkom rodzajów wojsk i sił oraz wojsk specjalnych (marszałkom artylerii, lotnictwa, wojsk pancernych, wojsk inżynieryjnych); wprowadzony 9 października 1943. 
W praktyce nie był nigdy nadany.
Tytuł głównego marszałka lotnictwa istnieje również w Wielkiej Brytanii.